# Бонвичини, Франко
Фра́нко Бонвичи́ни (итал. Franco Bonvicini), полное имя — Фра́нко Фортуна́то Джильбе́рто Аугу́сто Бонвичи́ни (итал. Franco Fortunato Gilberto Augusto Bonvicini), также известный под творческим псевдонимом Бо́нви (итал. Bonvi; 31 марта 1941, Модена — 10 декабря 1994, Болонья) — итальянский художник-комиксист.

## Биография

### Семья и ранние годы
Франко Бонвичини родился 31 марта 1941 года в Модене в семье инженера Марио Эмилио Бонвичини и учительницы Марии Луизы Прамполини. В детстве воспитывался матерью и тётей, в то время как отец сражался в антифашистском партизанском отряде, где был серьёзно ранен. Многие из предков и родственников Франко были связаны с военной службой, хотя ни один из них не дослужился до высоких чинов.
После окончания школы поступил в Моденский университет, где получил профессию землемера. Уже во время обучения у него проявилась страсть к рисованию, когда он подрабатывал оформителем. В университете Франко подружился со ставшим впоследствии известным автором-исполнителем Франческо Гуччини, дружбу с которым он пронесёт через всю жизнь. Во время учёбы Бонвичини и Гуччини выпустили также два номера собственного студенческого журнала, в котором появились первые комиксы, сюжет которых был придуман Гуччини, а художественную работу выполнил Бонвичини.
После окончания учёбы Франко не стал работать землемером, а вместо этого поступил на биологический факультет Болонского университета, однако его не окончил. Вместо этого пробовал себя в художественной среде — в 1959 году работал оформителем в театре, а в 1961 году опубликовал под псевдонимом Франко Бонви два научно-фантастических рассказа. 
В 1962 году был призван на действительную военную службу — окончил курсы младших офицеров в Казерте, после чего проходил службу в танковом полку в Виско в звании младшего лейтенанта. За время службы имел два дисциплинарных взыскания: один раз за то, что буксировал при помощи танка собственный Fiat 500, у которого закончился бензин, второй — за то, что отказался вести свой взвод в воскресную мессу. Вместе с тем, заслужил благодарность начальства за оказание помощи пострадавшим при катастрофическом оползне в Вайонте 11 октября 1963 года, в результате которого погибли почти 2000 человек.

### Начало карьеры художника — 1960-е годы
После демобилизации решил продолжить трудовую деятельность в области графического искусства. Рисовал рекламные сюжеты и обложки журналов, вместе с несколькими друзьями придумал и нарисовал для студенческого журнала серию юмористических комиксов Teens. К середине 1960-х годов в Италии стали популярны короткие комиксы-стрипы, пришедшие в страну незадолго до этого из США. Бонвичини решил придумать собственные стрипы. После нескольких попыток, он остановился на коротких антивоенных сатирических стрипах, героями которых были нацистские солдаты и офицеры. Стрипы Бонвичини, получившие название «Штурмтруппен», были презентованы Франко на Межденародном салоне комиксов в Лукке в ноябре 1967 года. Здесь на них обратили внимание сотрудники очень популярной в то время римской газеты Paese sera, которые как раз занимались поиском стрипов для своего издания. Художник и редакторы быстро договорились, и уже 23 ноября «Штурмтруппен» впервые появились на газетных страницах, а с 8 июля следующего года их публикация стала ежедневной.
Вдохновлённый успехом, Франко Бонвичини (или, как он подписывал свои комиксы, Бонви) начал сотрудничество со специализированном журналом комиксов Off-Side. 19 мая 1969 года нём началась как публикация стрипов «Штурмтуппен» (объединённых в блоки по 4 штуки), так и некоторые другие проекты. В частности, «Buddy the Kid», посвящённая похождениям вечно пьяного стрелка на Диком Западе и адаптация одного из опубликованных за несколько лет до этого фантастических рассказов Бонвичини под названием «Безжалостно уничтожить» (итал. Sterminarli senza pietà). Также в Off-Side появился фантастико-сюрреалистический комикс «Едем в Гавану!» (итал. Andiamo all’Havana!), придуманный Гуччини и нарисованный Бонвичини — в нём рассказывалось о трамвае из неназванного итальянского города, который захватывает террорист, требуя от кондуктора отправиться кубинскую столицу, а испуганные пассажиры находятся в полной уверенности, что трамвай действительно скоро прибудет на Карибы. В то же время началась публикация стрипов «Штурмтруппен» в нескольких других газетах — в частности, в пармской Gazzetta di Parma и в палермской L’Ora; в 1970 году стрипы комикса были впервые изданы отдельной книгой.
В 1969 году Бонвичини решил полностью сосредоточиться на создании комиксов, бросив все прочие работы. Он переехал в свой родной дом в Модене, где открыл собственную студию комиксов. В качестве помощника он привлёк начинающего художника Гуидо Сильвестри («Сильвера»), ставшего впоследствии известным как создатель «Волка Альберто». Вместе с Сильвестри Бонвичини с одной стороны работали над проектами других авторов, а с другой запустили ряд новых собственных проектов, среди которых выделялся злодей Каттивик, придуманный Бонвичини ещё за несколько лет до этого. Чуть позднее вместе с Гуидо Де Марией Бонвичини создал серию комиксов о частном сыщике из Нью-Йорка по имени Ник Картер. Также была запущена серия фантастических комиксов для взрослых «Хроника после ядерной бомбы» (итал. Cronache del dopobomba), рассказывающих о жизни после ядерной войны — полных чёрного юмора и цинизма.

### 1970-е годы
С 1972 года по предложению писателя и телевизионного деятеля Джанкарло Говерни «Штурмтруппен» и «Ник Картер» вышли на телеэкран — по ним было сделано несколько серий для программы передач телеканала RAI Supergulp! I Fumetti in TV. Телепрограмма позиционировалась как сборник мультфильмов, однако в действительности представляла собой снятые на камеру картинки комиксов, дополненных звуками, а движение персонажей осуществлялось за счёт перемещения телекамеры. Несмотря на успех программы, её второй сезон был отложен по финансовым соображениям и был возобновлён только через 5 лет. В том же году Бонвичини совместно с Гуидо Сильвестри и Клаудио Онести запустил серию комиксов про Ника Картера для детского приложения к газете Corriere della sera — Corriere dei ragazzi, в котором вышло 82 выпуска, хотя некоторые выпуски были подвергнуты редакционной цензуре и не вышли — в частности, такая судьба постигла выпуск, посвящённый Октябрьской революции в России. В том же 1972 году персонажи «Штурмтруппен» вышли на сцену — Нино Де Толлис и Марина Фаджи поставили спектакль по мотивам комиксов в собственном театре в Трастевере. 25 марта 1973 года на Международной книжной ярмарке в Брюсселе Бонвичини получил Приз Сен-Мишель как лучший европейский автор комиксов за серию «Штурмтруппен».
Тем временем, несмотря на огромный успех «Штурмтруппен», Бонвичини счёл, что персонажи исчерпали себя и что он устал от ежедневного рисования стрипов о них. Последний стрип № 1370 завершался фразой одного из героев: «Tutto kuello che afevamo da diren, lo abbiamo già detto!..» (искаж. итал.: «Всё то, что мы хотели сказать, мы уже сказали!..») Бонвичини переехал из Италии в Париж и приступил к работе в качестве карикатуриста для нескольких изданий, включая французскую газету L’Humanité и итальянскую La Domenica del Corriere. Он также совместно с Марио Гомболи создал серию комиксов про следователя Мило Марата для самого популярного на тот момент французского журнала комиксов Pif Gadget (комикс был позднее переведён на итальянский язык, но имя главного персонажа превратилось в Джолли Флиппер), совместно с Сильвестри создал серию фантастических комиксов «Black Out», которые были отвергнуты французским журналом Métal hurlant, но позднее вышедшие в итальянском журнале Eureka. Во время своего французского периода Бонвичини также подготовил французское издание «Хроники после ядерной войны» и ряд иллюстраций для Итальянской лиги за развод.
В 1975 году Франко Бонвичини переехал в Болонью, где вскоре состоялась знаменательная встреча, которая дала новое дыхание его творчеству — на одном ужине художник познакомился с известным писателем Умберто Эко, который дал ему несколько советов, основываясь на американском опыте художников-комиксистов. По совету Эко Бонвичини стал развивать свою серию «Штурмтруппен», используя иные медиа: в 1978 году вышла книга «Последние письма Штурмтруппен» (итал. Ultime lettere delle Sturmtruppen), в 1976 году на экраны успешно вышел фильм, а в 1982 году — его продолжение, снятые по мотивам комиксов режиссёром Сальваторе Сампьери. В 1977 году также вышли две кинематографические неофициальные имитации: «Каккьентруппен» (итал. Kakkientruppen), снятый Марино Джиролами, и «Штурмтруппенфюрер Фон Буттильоне», снятый Мино Гуэррини. Также начался выпуск большого количества товаров с героями Штурмтруппен — от поздравительных открыток и школьных дневников до настольной игры и коллекционных фигурок. Всё это подстегнуло интерес публики, новые версии комикса начали вновь выходить в различных изданиях; также выпускались отдельными книгами подборки старых и новых эпизодов.
В конце 1970-х годов Бонвичини решил заняться журналистикой. В 1977 году он вместе с авторами-исполнителями Лучо Даллой и Франческо Гуччини и с диджеем Габриэле Ансалони создал в Болонье независимую радиостанцию Radio Marconi e Company, которая, однако, просуществовала лишь несколько месяцев. 12 марта того же года он вёл для радиостанции Radio Alice прямой репортаж о столкновениях демонстрантов с полицией, в результате которых погиб студент Франческо Лоруссо — член радикальной группировки «Борьба продолжается». Он также стал колумнистом популярной газеты Il Resto del carlino, в которой писал поочерёдно репортажи о событиях в Латинской Америке и рецензии на события местной культурной жизни. В 1980 году за свою журналистскую деятельность Бонвичини был удостоен журналистской премии Due torri.

### 1980-е годы
В этот период своей жизни Бонвичини также продолжал работу над комиксами — помимо новых историй серии «Штурмтруппен», он также создал некоторое количество новых произведений и героев, среди которых графический роман «Человек из Цусимы» (итал. L’uomo di Tsushima, 1982), посвящённый Цусимскому сражению 1905 года; для итальянского издания журнала Playboy он создал юмористическую эпопею «Хайди против роботов с НЛО» (итал. Heidi contro Ufo Robot, 1980), который представлял собой пародию на японские комиксы Франко также создал нового персонажа, который стал своеобразным alter ego автора — американского журналиста по имени Джек Лондон, уволенного из выдуманной газеты New York World за свои политические взгляды; в этом комиксе просматривался намёк на конфликт с Джанкарло Франческони из Corriere dei ragazzi, который не допускал до печати комиксы Бонви, не соответствовавшие политической позиции редакции — намёк настолько явный, что американский журналист в комиксе был внешне очень похож на самого́ Бонвичини, а его визави — на Франческони. Также продолжилась работа Бонвичини с телевизионной передачей Supergulp! I Fumetti in TV, для которой он выполнил несколько новых серий. Он продолжал выпуск историй про «Штурмтреппен» и Ника Картера для различных периодических изданий и выпуск их историй целыми альбомами. В 1985 году он решил прекратить рисовать стрипы и сосредоточиться на больших историях, занимавших не меньше журнальной страницы. Совместно с Габриэле Ансалони он затеял издание в мае 1984 года журнала Bi-Bop-Alula, имевшего подзаголовок «ежемесячник культуры, альтернативной рок-музыки и настоящих новостей», но его выпуск был прекращён уже после второго номера.
В 1985 году Франко Бонвичини начал политическую деятельность — он выставил свою кандидатуру на выборы в члены городского совета Болоньи по списку коммунистической партии, членом которой стал за 10 лет до того, и победил на состоявшихся 12 мая выборах, обогнав многих профессиональных политиков. Это вызвало определённое неудовольствие среди коммунистической номенклатуры, призвавших Бонвичини уступить своё место более системному кандидату, но Бонвичини пригрозил выходом из партии и сохранил за собой завоёванную политическую должность. За время своей политической карьеры Бонвичини внёс несколько законопроектов, среди которых — разрешить в Болонье строительство мечети для проживавших в городе иммигрантов-мусульман, число которых было достаточно значительным; предложение было единодушно поддержано. Однако, 6 августа 1987 года, после четырнадцатичасового обсуждения городского бюджета, Бонвичини навсегда покинул зал заседаний, предварительно подав заявление об отставке и заявив, что его политический опыт был прежде всего большой тратой времени — на этом политическая деятельность Бонвичини окончилась.

### 1990-е годы
В 1993 году Бонвичини продолжил серию «Штурмтруппен», а также создал боковую ветвь сюжета «Blob» для журнала Comix — о загадочном существе, порождаемому нечистотами солдат. В январе 1994 года выпустил комикс на основе текстов журналистов Пьетро Колаприко и Луки Фаццо «Девяностачетвёртый. Календарь Брата Индурино» (итал. Nuvantaquàter - Il calendario di Frate Indurino), в котором высмеивалась программа политической партии Лига Севера, выступавшей за отделение северной части Италии от остальной страны — этот комикс был опубликован в журнале Linus.
В конце 1994 года Бонвичини подготовил иллюстрации для книги «Али-Баба и сорок разбойников» и сценарий для запланированного им комикса «Город» (итал. La Città), который, однако, был нарисован Джорджо Каваццано и Альфредо Кастелли уже после смерти Бонвичини. Тогда же он подготовил сценарий для фантастического комикса «Прокля́тая галактика» (итал. Maledetta Galassi), доработанная тем же Каваццано после смерти Бонвичини. Последним реализованным трудом Франко был стрип, выполненный по заказу итальянского генерального штаба. Стилистически она напоминала «Штуртруппен», но её героем был итальянский военнослужащий, проходящий службу в пустыне. Для того, чтобы лучше понять своего героя, Бонвичини встречался с итальянскими военнослужащими, участвовавшими в миротворческой миссии ООН в Сомали. В благодарность за работу начальник генерального штаба генерал Бонифацио Инчиза ди Камерена подарил художнику отреставрированный карабин Moschetto 91, а также присвоил ему воинское звание капитана. Однако сам стрип был опубликован только в 1995 году, уже после смерти Бонвичини — он был помещён на школьный дневник, напечатанный тиражом 120 000 экземпляров и бесплатно подаренный учащимся страны.

### Смерть
9 декабря 1994 года Франко Бонвичини намеревался принять участие в радиопередаче Roxie Bar, которую вёл его друг Габриэле Ансалони. На передаче Франко планировал продать с аукциона 20 оригинальных и подписанных автором рисунков из его серии Blob — деньги должны были пойти на оплату лечения комиксиста Роберто Равьолы (более известного как Magnus). Заблудившись, Франко остановился у открытого ночью бара, где собирался уточнить проезд, но при выходе из машины был сбит проезжавшим автомобилем. После происшествия он был доставлен в больницу Болоньи, где скончался в 2 часа ночи 10 декабря 1994 года.

## Критика и воспоминания

### Анархизм
Франко Бонвичини позиционировал себя как анархиста. И действительно — на протяжении всей его жизни сопровождали анархические поступки, не входившие в рамки общепризнанных норм, причиной некоторых был он сам, другие происходили помимо его воли. Так, у Франко были сразу два свидетельства о рождении — в одном из них в качестве места рождения была указана Модена (где он в действительности родился), а во втором — Парма. Дело в том, что мать будущего художника зарегистрировала его в уполномоченных на то о́рганах обоих городов — для того, чтобы получать двойную норму питания для младенца в условиях действовавшей в условиях войны карточной системы.

### Юмор
Журналист спортивной газеты La Gazzetta dello Sport Фабио Ликари вспоминал, что однажды заказал у Бонвичини рисунок для своей газеты, посвящённый назначению Джованни Трапаттони главным тренером мюнхенского футбольного клуба «Бавария». Бонвичини быстро придумал и нарисовал немецкого солдата из Штурмтруппен, марширующего прусским шагом и считающим: «Айнс, цвай, Трап!» Рисунок был опубликован на первой странице газеты, а на следующий день Бонвичини позвонил в редакцию и заявил:
Боже мой! Я живу здесь целую жизнь, и никто меня не знал. А сегодня, после одной картинки я стал знаменитым даже в своём квартале!Оригинальный текст (итал.)Accidenti! Vivo qui da una vita e nessuno mi conosce! Da oggi, con una vignetta, sono famoso anche nel mio quartiere...

## Память
Франческо Гуччини посвятил памяти Франко Бонвичини (а также музыканта Виктора Сольяни) свой вышедший в 1996 году альбом D’amore, di morte e di altre sciocchezze (с итал. — «О любви, смерти и прочих глупостях»), занявший первое место в итальянских чартах декабря того же года.
В 2009 году в Болонье на стене одного из безымянных переулков, примыкающих к улице Риццоли, на которой в течение длительного времени жил Бонвичини, появилась установленная друзьями и поклонниками художника табличка «переулок Бонви» (итал. vicolo Bonvi). Через некоторое время табличка была похищена неизвестными, но затем снова восстановлена. В июле 2011 года часть моденского парка Амендола (итал. parco Amendola) был переименован в «Бонви паркен» (название не исковерканном итало-немецком языке, которым изъясняются герои «Штурмтруппен»).